# Giorgos Karagounis
Giorgos Karagounis (grekiska: Γιώργος Καραγκούνης), född 6 mars 1977 i Pirgos, är en grekisk före detta fotbollsspelare (mittfältare).

## Klubbar

### Panathinaikos
Sommaren 1995 kom Karagounis till Panathinaikos, men fick tillåtelse att lämna för Apollon Smyrni där han regelbundet fick speltid under två säsonger. Sedan återvände han till Panathinaikos och där var han ordinarie under de nästkommande fem åren. Trots att Panathinaikos inte vann ligan under dessa år, var man alltid med och utmanade och spelade dessutom bra i både Champions League och UEFA-cupen, där Karagounis gjorde en del viktiga mål. Under sin första säsong gjorde han sex mål på 24 ligamatcher, spelade alla 12 matcherna i Champions League och gjorde bland annat ett uppmärksammat frisparksmål mot Manchester United på Old Trafford.

### Inter
Karagounis skrev på för Inter sommaren 2003. Under sin första säsong hade han en vital del i Inters lag, då han spelade alla Europacupmatcher, och hans insatser i EM 2004 förbättrade hans status i laget inför nästkommande säsong. Han gjorde det första målet i öppningsmatchen mot Portugal som Grekland lyckades vinna med 2-1, men var dock avstängd när Grekland överraskande vann finalen, även den mot Portugal. Efter att ha blivit Europamästare vann Inter Coppa Italia 2004/2005 efter en finalvinst mot Roma, där även hans landsman Traianos Dellas spelade.

### Benfica
I augusti 2005 flyttade Karagounis till Portugal och Benfica som spelar på Estádio da Luz, arenan där Grekland vann finalen i EM året innan. I juli 2006 gjorde Karagounis ett fantastiskt mål där han chippade bollen över målvakten från drygt 16 meter mot Sjachtar Donetsk som gav Benfica en 2-0-vinst. Hans första säsong var tuff då han inte riktigt kunde etablera sig som en startspelare, men under sin andra säsong fick han mer speltid. Det sades dock att hans familj inte trivdes i Lissabon och efter att ha förhandlat med Benficas manager fick han till slut avsluta kontraktet och flytta hem till Grekland.

### Tillbaka i Panathinaikos
Väl tillbaka i Grekland skrev Karagounis på ett treårsavtal med sin gamla klubb Panathinaikos, där han snabbt blev en startspelare och gjorde viktiga mål främst i Europaspelet. Ett uppmärksammat mål var på volley mot Werder Bremen.
Den 3 december 2009 förlängde Karagounis sitt kontrakt till 2012 och sade samtidigt att det var i Panathinaikos han ville avsluta karriären. Som kapten för Panathinaikos vann han Grekiska Superligan och den Grekiska cupen säsongen 2009/2010.

## Landslaget
Karagounis var kapten för Greklands U21-lag i U21-EM 1998, en turnering som Grekland var nära att vinna efter en finalförlust mot Spanien. Efter det blev han snart given i Greklands landslagstrupp. Han gjorde sin debut mot El Salvador och var även med i kvalet till VM 2002. Men det största ögonblicket i Karagounis karriär var guldet i EM-slutspelet 2004. Han gjorde Greklands första mål i öppningsmatchen mot Portugal, efter endast sex minuter. Efter EM-guldet 2004 fortsatte Karagounis få mycket speltid och medverkade i Confederations Cup 2005, kvalet till VM 2006 samt EM 2008. Som kapten i landslaget ledde han sitt lag till sin första vinst i ett VM-slutspel någonsin när Nigeria slogs tillbaka med 2-1 i VM 2010. Den 12 oktober 2010 spelade Karagounis sin 101:a landskamp och blev därmed den grek som spelat näst flest landskamper efter Theodoros Zagorakis.

## Meriter
Panathinaikos
- Grekiska Superligan: 1996, 2010
- Grekiska cupen: 2010

Inter
- Coppa Italia: 2005

Grekland
- EM-Guld: 2004